# Svitlana Mazi
Svitlana Ivanivna Mazi –en ucraniano, Світлана Іванівна Мазій– (Kiev, URSS, 30 de enero de 1968) es una deportista ucraniana que compitió para la URSS en remo.
Participó en cuatro Juegos Olímpicos de Verano, obteniendo dos medallas, plata en Seúl 1988 y plata en Atlanta 1996, en la prueba de cuatro scull, el cuarto lugar en Sídney 2000 (cuatro scull) y el sexto en Atenas 2004 (doble scull).
Ganó seis medallas en el Campeonato Mundial de Remo entre los años 1987 y 1999.

## Palmarés internacional
| Representando a la URSS |                               |                   |              |
| Juegos Olímpicos        |                               |                   |              |
| Año                     | Lugar                         | Medalla           | Prueba       |
| 1988                    | Seúl (Corea del Sur)          | Medalla de plata  | Cuatro scull |
| Campeonato Mundial      |                               |                   |              |
| Año                     | Lugar                         | Medalla           | Prueba       |
| 1987                    | Copenhague (Dinamarca)        | Medalla de bronce | Cuatro scull |
| 1989                    | Bled (Yugoslavia)             | Medalla de plata  | Cuatro scull |
| 1990                    | Tasmania (Australia)          | Medalla de plata  | Cuatro scull |
| Representando a Ucrania |                               |                   |              |
| Juegos Olímpicos        |                               |                   |              |
| Año                     | Lugar                         | Medalla           | Prueba       |
| 1996                    | Atlanta (Estados Unidos)      | Medalla de plata  | Cuatro scull |
| Campeonato Mundial      |                               |                   |              |
| Año                     | Lugar                         | Medalla           | Prueba       |
| 1994                    | Indianápolis (Estados Unidos) | Medalla de bronce | Cuatro scull |
| 1997                    | Aiguebelette (Francia)        | Medalla de bronce | Cuatro scull |
| 1999                    | St. Catharines (Canadá)       | Medalla de plata  | Cuatro scull |